# Ruber Marín
Ruber Albeiro Marín Valencia (nascido em 7 de junho de 1968) é um ex-ciclista colombiano. Representou seu país, Colômbia, no ciclismo nos Jogos Olímpicos de Verão de 1996 e 2000.